# GeForce 3
Os GeForce 3 (NV20) representa a terceira geração de unidades de processamento gráfico (GPUs) da Nvidia GeForce. Introduzido em fevereiro de 2001, ele avançou a arquitetura GeForce adicionando pixel programável e sombreadores de vértice, anti-aliasing multisample e melhorou a eficiência geral do processo de renderização.
A GeForce 3 foi revelado durante Macworld Conference & Expo/Tóquio 2001 no Makuhari Messe e demos em tempo real com alimentação de Pixar Junior Lamp e id Software Doom 3. Mais tarde, a Apple anunciaria os direitos de lançamento de sua nova linha de computadores.
A família GeForce 3 compreende 3 modelos de consumidor: a GeForce 3, a GeForce 3 Ti200 e a GeForce 3 Ti500. Uma versão profissional separada, com um conjunto de recursos feito sob medida para design auxiliado por computador, foi vendida como Quadro DCC. Um derivado do GeForce 3, conhecida como NV2A, é usado no console de jogos Microsoft Xbox.

## Arquitetura
Lançada três meses após a NVIDIA adquirir a 3dfx e comercializada como nFinite FX Engine, a GeForce 3 foi a primeira placa 3D compatível com Microsoft Direct3D 8.0. Sua arquitetura de shader programável permite que os aplicativos executem programas de efeitos visuais personalizados na linguagem Microsoft Shader 1.1. Acredita-se que o hardware T&L de função fixa do GeForce 2 ainda estava incluído no chip para uso com aplicativos Direct3D 7.0, já que o sombreador de vértice único não era rápido o suficiente para emulá-lo ainda. Com relação à taxa de transferência de pixel puro e texel, a GeForce 3 tem quatro pipelines de pixel em que cada um pode amostrar duas texturas por clock. Esta é a mesma configuração da GeForce 2, excluindo a linha GeForce 2 MX mais lenta.
Para aproveitar melhor o desempenho da memória disponível, a GeForce 3 ainda tem um subsistema de memória denominado Lightspeed Memory Architecture (LMA). Ele é composto de vários mecanismos que reduzem o overdraw, conservam a largura de banda da memória compactando o z-buffer (buffer de profundidade) e gerenciam melhor a interação com a DRAM.
Outras mudanças arquitetônicas incluem suporte EMBM (introduzido pela primeira vez pela Matrox em 1999) e melhorias na funcionalidade de anti-aliasing. Os chips GeForce anteriores podiam executar apenas anti-aliasing super-amostrado (SSAA), um processo exigente que renderiza a imagem em um tamanho grande internamente e a reduz para a resolução de saída final. GeForce 3 adiciona anti-aliasing multiamostragem (MSAA) e Quincunx métodos de anti-aliasing, ambos com desempenho significativamente melhor do que o anti-aliasing de superamostragem em detrimento da qualidade. Com a multiamostragem, as unidades de saída de renderização fazem uma superexpliração apenas dos buffers Z e dos buffers de estêncil e, usando informações, obtêm maiores detalhes de geometria necessários para determinar se um pixel cobre mais de um objeto poligonal. Isso evita que o sombreador de pixel/fragmento precise renderizar vários fragmentos para pixels em que o mesmo objeto cobre todos os mesmos subpixels em um pixel. Este método falha com mapas de textura que têm transparência variável (por exemplo, um mapa de textura que represente uma cerca de arame). O anti-aliagin Quincunx é um filtro de desfoque que descola a imagem renderizada meio pixel para cima e meio pixel para a esquerda, a fim de criar subpixels que são então calculados juntos em um padrão cruzado diagonal, destruindo ambas as bordas irregulares, mas também alguns detalhes gerais da imagem. Finalmente, as unidades de amostragem de textura da GeForce 3 foram atualizadas para oferecer suporte à filtragem anisotrópica de 8-tap, em comparação com o limite anterior de 2-tap com GeForce 2. Com a filtragem anisotrópica de 8-tap habilitada, as texturas distantes podem ser visivelmente mais nítidas.

## Performance
A GPU GeForce 3 (NV20) tem o mesmo pixel teórico e taxa de transferência de texel por clock que a GeForce 2 (NV15). A GeForce 2 Ultra tem uma frequência 25% mais rápido do que a GeForce 3 original e 43% mais rápida do que a Ti200; isso significa que em casos selecionados, como benchmarks Direct3D 7 T&L, a GeForce 2 Ultra e às vezes até GTS podem superar a GeForce 3 e Ti200, porque as GPUs mais novas usam a mesma unidade T&L de função fixa, mas têm menor frequência. A Geforce 2 Ultra também possui uma largura de banda de memória bruta considerável disponível, apenas igualada pela GeForce 3 Ti500. No entanto, ao comprar o desempenho de anti-aliasing, a GeForce 3 é claramente superior por causa de seu suporte MSAA e eficiência de gerenciamento de largura de banda/taxa de preenchimento da memória.
Ao comparar os recursos de sombreamento com o Radeon 8500, os revisores observaram uma precisão superior com a placa ATi.

## Posicionamento de produto
A NVIDIA atualizou a linha em outubro de 2001 com o lançamento da GeForce 3 Ti200 e Ti500. Isso coincidiu com os lançamentos da ATI do Radeon 8500 e do Radeon 7500. O Ti500 tem núcleos e clocks de memória maiores (núcleo de 240MHz/250MHz de RAM) do que o GeForce 3 original (200MHz/230MHz) e geralmente se iguala ao Radeon 8500. O Ti200 foi o lançamento do GeForce 3 mais lento e de menor preço. Ele tem uma frequência menor (175MHz/200MHz), mas supera o Radeon 7500 em velocidade e conjunto de recursos além da implementação de monitor duplo.
A Geforce 3 original foi lançada apenas em configurações de 64 MiB, enquanto o Ti200 e Ti500 também foram lançados em versões de 128 Mib.

## Suporte descontinuado
A Nvidia encerrou o suporte de driver para a série GeForce 3.

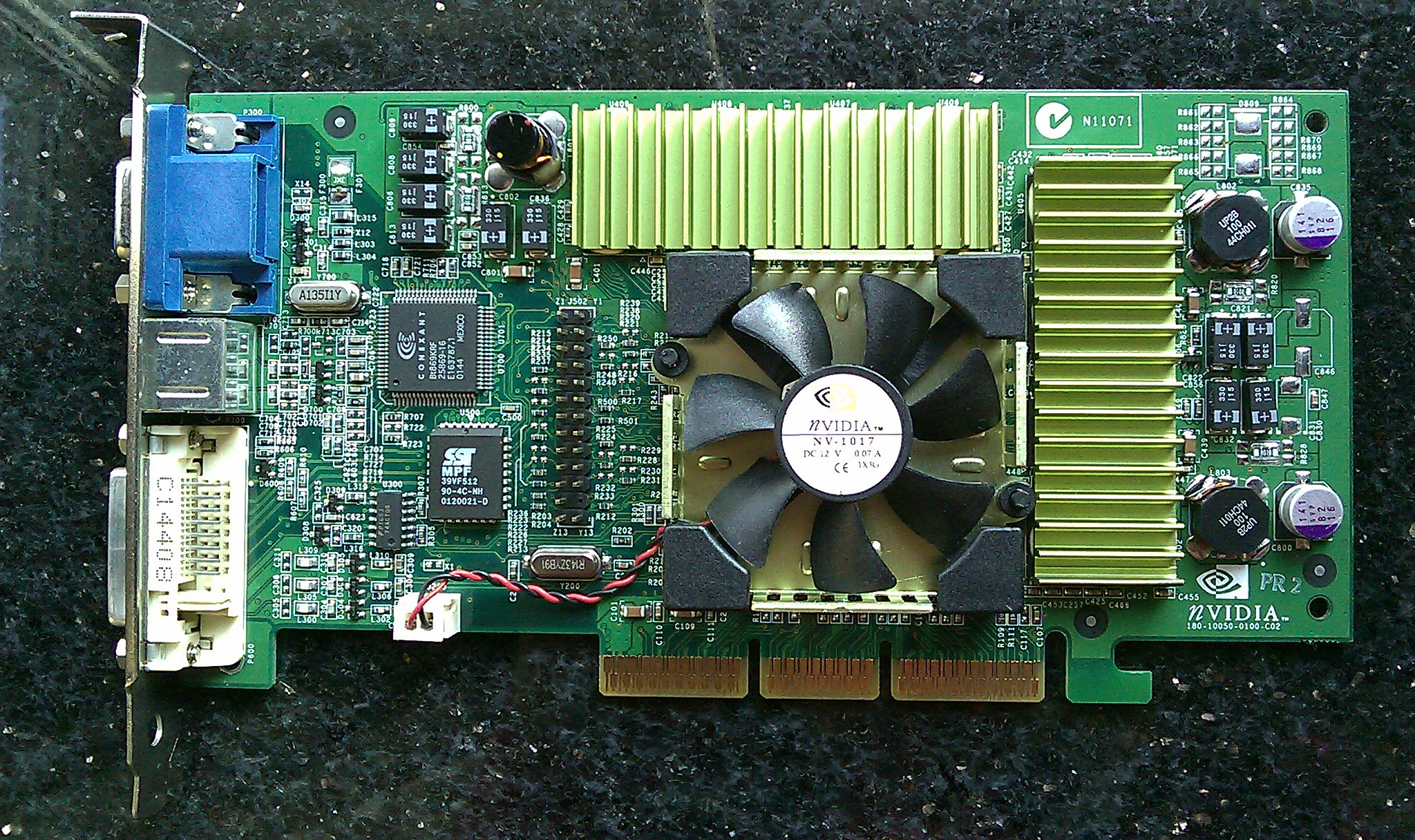
NVIDIA GeForce3 Ti 500

### Final drivers include
- Windows 9x e Windows Me: 81.98 lançado em 21 de dezembro de 2005;
- Windows 2000, Windows XP e Media Center Edition de 32 bits: 93.71 lançado em 2 de novembro de 2006;

(Apesar das alegações na documentação de que 94.24 suporta a série Geforce 3, isso não acontece)
- Os drivers do Windows 2000/XP podem ser instalados em versões posteriores do Windows, como o Windows 7. No entanto, eles não suportam os efeitos "Aero" do Windows 7.

## Sucessor
A GeForce 4 (não MX), lançada em abril de 2002, foi uma revisão da arquitetura GeForce 3. A variante econômica, apelidada de GeForce 4 MX, estava mais próxima em termos de design da GeForce 2.